# Tu Kuei-Hua
Tu Kuei-Hua es una deportista taiwanesa que compitió en taekwondo. Ganó una medalla de plata en el Campeonato Asiático de Taekwondo de 1986, en la categoría de –65 kg.

## Palmarés internacional
| Representando a China Taipéi |                    |                  |           |
| Campeonato Asiático          |                    |                  |           |
| Año                          | Lugar              | Medalla          | Categoría |
| 1986                         | Darwin (Australia) | Medalla de plata | –65 kg    |